# Valery Larbaud
Valery Nicolas Larbaud (Vichy, 29 de agosto de 1881-Vichy, 2 de febrero de 1957) fue un escritor, poeta, ensayista, crítico literario y traductor francés. Utilizó igualmente los seudónimos A.-O. Barnabooth, L. Hagiosy, X. M. Tourmier de Zamble.

## Biografía
Hijo único del farmacéutico Nicolas Larbaud, que tenía cincuenta y nueve años al nacer él, y que dio su nombre a un famoso manantial termal llamado Larbaud-Saint Yorre, y de Isabelle Bureau des Etivaux (38 años). No tenía más que ocho años cuando murió su padre en 1889, y fue educado férreamente por su madre y su tía. Consiguió emanciparse de su madre en 1902 y en esta fecha inició una serie de intermitentes viajes por Europa. 
Estuvo primeramente en el colegio de Sainte-Barbe-des-Champs, en Fontenay-aux-Roses, "antigua escuela más cosmopolita que una exposición internacional". Allí figuraron entre sus condiscípulos varios jóvenes sudamericanos; y así, pudo afirmar más tarde que el mundo hispánico era su segunda patria. Terminada la enseñanza media en el liceo parisiense Henri IV, frecuentó la Sorbona. En 1908 publica, junto con un cuento, sus Poèmes d'un riche amateur, que atribuye a su heterónimo Archibald Olson Barnabooth, poeta sin patria nacido en Arequipa y ciudadano de Nueva York. Ese mismo año obtuvo una licenciatura en letras y gracias a la fortuna familiar (su padre era propietario de la fuente de agua de Vichy Saint-Yorre) gozó (al principio) de una vida sin malestares económicos que le permitió viajar por toda Europa con todo tipo de lujos; llevó además una vida de dandy a través de numerosas estaciones termales, ya que se resentía de una precaria salud. Entonces, dividió su tiempo entre París, Argelia y el Borbonés nativo.
Su novela Fermina Márquez, consagrada a los amores de la adolescencia y a menudo comparada al Grand Meaulnes de Alain-Fournier, obtuvo algunos votos para el premio Goncourt en 1911. Escribió también los cuentos de  De la tierna edad (Enfantines) y los  relatos de Amantes, felices amantes. Como ensayista destacó, y no poco, gracias a sus dotes de excelente y culto lector; en este terreno su mayor colaboración es Ce vice impuni, la lecture. Hablaba a la perfección y traducía alemán, inglés, italiano y español, y en cada uno de estos idiomas propició la recuperación de escritores olvidados y fomentó el intercambio entre los distintos dominios; dio a conocer las grandes obras extranjeras a través de su pericia como traductor de, por ejemplo, Samuel Butler, James Joyce, Shakespeare, Coleridge, Hopkins, Walt Whitman, G. K. Chesterton o Bennet del ámbito anglosajón, o de José Asunción Silva, Gabriel Miró, Ramón Gómez de la Serna, Ricardo Güiraldes, Alfonso Reyes y Mariano Azuela en el ámbito hispánico. Fue amigo de Charles-Louis Philippe, André Gide, Alexandre Stols, Léon-Paul Fargue y Jean Aubry, que fue su biógrafo. Aquejado de hemiplejia y afasia en noviembre de 1935, terminó sus últimos veintidós años de vida recluido después de haber dilapidado toda su fortuna (vendió sus propiedades y su biblioteca de quince mil volúmenes en 1948). Murió en 1957 y no dejó descendencia. Sus obras han sido publicadas en la colección la Pléyade en Gallimard entre 1957 y 1984.

## Obra
- Poèmes par un riche amateur (1908)
- Fermina Márquez (1911)
- A.O. Barnabooth (1913)
- Enfantines (1918)
- Amants, heureux amants (1923)
- Beauté, mon beau souci (1920)
- Ce Vice impuni la lecture (1925)
- Jaune bleu blanc (1927)
- Aux couleurs de Rome (1938)
- Sous l'invocation de Saint Jerome (1946)

### Edición en español
- Larbaud, Valery (2002). Amantes, felices amantes. Ediciones Igitur. ISBN 978-84-95142-22-1.
- Larbaud, Valery (2000). De la tierna edad. Ediciones Igitur. ISBN 978-84-95142-06-1.
- Larbaud, Valery (1984). Diario íntimo (1917-1920). Instituto Alicantino de Cultura Juan Gil-Albert. ISBN 978-84-505-0359-3.
- Larbaud, Valery (1963). Fermina Márquez. Espasa-Calpe. ISBN 978-84-239-0040-4.
- Larbaud, Valery (2005). Obra completa de A.D. Barnabooth: el pobre camisero; Poesías; Diario íntimo. Ediciones Igitur. ISBN 978-84-95142-34-4.
- Larbaud, Valery (1988). Obra completa de A.O. Barnabooth. Trieste. ISBN 978-84-85762-68-2.
- Larbaud, Valery (2001). Las poesías de A.O. Barnabooth. Editorial Pre-Textos. ISBN 978-84-8191-374-3.
- Larbaud, Valery (1987). Obras escogidas de A.O. Barnabooth. Editorial Vuelta

### Publicaciones póstumas
- Journal, 1931-1932, D'Annecy à Corfou, texto establecido por Claire Paulhan y Patrick Fréchet, introducción de Patrick Fréchet, eds. Claire Paulhan, 1998.
- Journal 1934-1935, Valbois - Berg-Op-Zoom - Montagne Ste Geneviève, texto establecido por Claire Paulhan et Patrick Fréchet, introducción de Claire Paulhan, eds. Claire Paulhan, 1999.
- Du navire d'argent, (2003)
- Notes pour servir à ma Biographie (an uneventful one), notas y posfacio de Françoise Lioure, eds. Claire Paulhan, 2006.

- Valery Larbaud & Jacques Rivière, Correspondance 1912-1924, ed. establecida, anotada y presentada por Françoise Lioure, eds. Claire Paulhan, 2006.